# 甜菊醇
甜菊醇（Steviol）是一种双萜，1931年首次从甜菊中分离出来。而直到1960年，人们才完全了解其化学结构。甜菊醇的甜度是糖的三百倍，但对血糖的影响最小。